# Twilight Zone (píseň, Golden Earring)
"Twilight Zone" je singl nizozemské rockové skupiny Golden Earring, vydaný v roce 1982 na albu Cut. Píseň napsal kytarista skupiny George Kooymans. Jedná se o jeden z největších hitů této skupiny.